# Spanish (Ontario)
Spanish es una villa canadiense ubicada en la provincia de Ontario. Está situada en el distrito de Algoma, en la Highway 17 de la Trans-Canadá, cerca del límite al distrito de Sudbury.
La ciudad de Spanish se encuentra en la desembocadura del Spanish River, donde termina su cauce en el Canal Norte del Lago Hurón. El Spanish River y su delta de alto valor ecológico han tenido un impacto positivo en el desarrollo de la comunidad de Spanish. El río ha desempeñado un papel importante y continuado en la economía local desde los días del comercio de pieles, pasando por la época maderera, y contribuyendo ahora a la industria turística.

## Galería
|  |  |

## Economía
La silvicultura es la principal industria de Spanish, empleando al 64% de la población.
Spanish tiene dos escuelas: Escuela pública Spanish, ubicada en el lado norte de la ciudad y École Ste-Anne ubicada en el sur.
La Biblioteca Pública de Spanish ofrece una variedad de servicios para la comunidad local y los turistas que viajan. La biblioteca cuenta con una amplia sección para niños, acceso a Internet de alta velocidad, fax, fotocopiadora y una amplia gama de libros y revistas. La Biblioteca Pública de Spanish también patrocina la búsqueda anual de huevos de Pascua en Spanish, que tiene lugar el sábado anterior a esta celebración.